# Rabarbar lekarski
Rabarbar lekarski, rzewień lekarski (Rheum officinale Baill.) – gatunek rośliny z rodziny rdestowatych (Polygonaceae Juss.). Występuje naturalnie w Chinach – w prowincjach Kuejczou, Henan (w południowo-zachodniej części), Hubei (zachodnia część), Shaanxi, Syczuan oraz Junnan.

## Morfologia

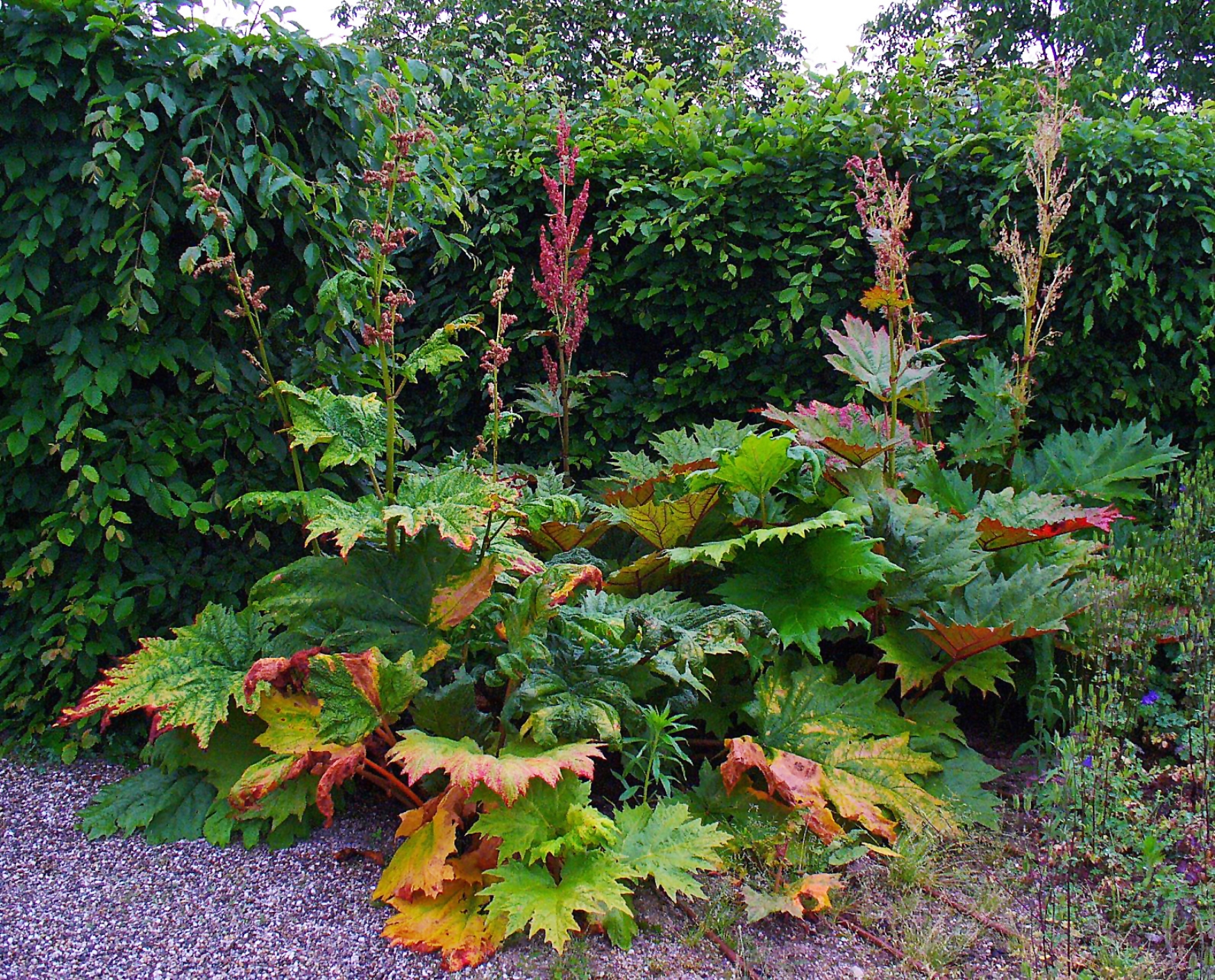
Pokrój

PokrójBylina dorastająca do 200 cm wysokości.
LiścieIch blaszka liściowa ma kształt od owalnego do okrągłego. Mierzy 15–50 cm długości, jest pierzasto-klapowana na brzegu, o niemal sercowatej nasadzie i prawie ostrym wierzchołku. Ogonek liściowy jest owłosiony. Gatka jest błoniasta.
KwiatyZebrane w wiechy, rozwijają się na szczytach pędów. Listki okwiatu mają eliptyczny kształt i żółtobiaławą barwę, mierzą 2–3 mm długości.
OwoceMają podłużnie elipsoidalny kształt, osiągają 8–10 mm długości.

## Biologia i ekologia
Rośnie w lasach oraz na łąkach. Występuje na wysokości od 1200 do 4000 m n.p.m. Kwitnie od maja do czerwca. 

## Zastosowanie
Kłącza i korzenie są wykorzystywane w medycynie tradycyjnej. Zawiera kwas rzewieniowy, szczawian wapniowy, olejek eteryczny.